# Tupolev Tu-16
Tupolev Tu-16, förkortat Tu-16 (NATO-rapporteringsnamn: Badger), var ett sovjetiskt jetdrivet bombflygplan med två motorer i vingroten. Det civila Tupolev Tu-104 utvecklades ifrån detta plan.

## Historia
Under tidigt 1950-tal saknade Sovjetunionen fortfarande ett jetdrivet bombflygplan och man var tvungen att förlita sig på äldre propellerdrivna flygplan som Tupolev Tu-4. Flygplanstillverkaren Tupolev fick år 1950 i uppdrag att utveckla ett nytt tungt jetdrivet bombplan med överljudsfart. Den första prototypen, Tupolev Tu-88 flög första gången i april 1952,  och efter att ha förordats framför konkurrenter som Iljusjin Il-46 så kom planet i produktion i december samma år. Planen togs officiellt i tjänst av det sovjetiska flygvapnet 1954 och kom att tillverkas i över 1 000 exemplar fram till kalla krigets slut. Planet kom att bli en symbol för sovjetiskt bombflyg i flera decennier. Planet övertogs av ryska flygvapnet efter Sovjetunionens sammanbrott 1991 och fortsatte där i tjänst fram till 1993, då de togs ur bruk och delvis ersattes av nyare plan som Tupolev Tu-22M.  
Under den tid då flygplanet ingick i det strategiska sovjetiska bombflyget övades regelbundet anflygningar över Östersjön i en slinga från norra Estland och ned till Kaliningrad. Sådana övningar genomfördes ofta nattetid. Anfallsförbanden uppträdde då alltid i sammanhållna grupper om tre flygplan med 4–6 km lucka i flygriktningen mellan grupperna. Höjden var i allmänhet 4 000–6 000 meter och farten cirka Mach 0,95. De flygförband som hade Tu-16 var bland annat stationerade i Ukraina och Vitryssland. Bombflyget hade inte tillgång till hangarer till flygplanen annat än för ett fåtal som var på verkstad. Det innebar att den amerikanska satellit-spaningen dygn för dygn kunde följa var flygplanen var baserade. NATO:s underrättelsetjänst hade goda möjligheter att följa ändrade baseringar. Basering krävde landningsbanor med en längd av cirka 3 500 meter.   
Kina fick 1958 ritningarna till planet och började med hjälp av Sovjet producera planet till sitt eget flygvapen i mitten av 1960-talet. Idag är det bara det kinesiska flygvapnet som fortfarande flyger med planet i aktiv tjänst. Där går planet under beteckningen Xian H-6.

## Bilder

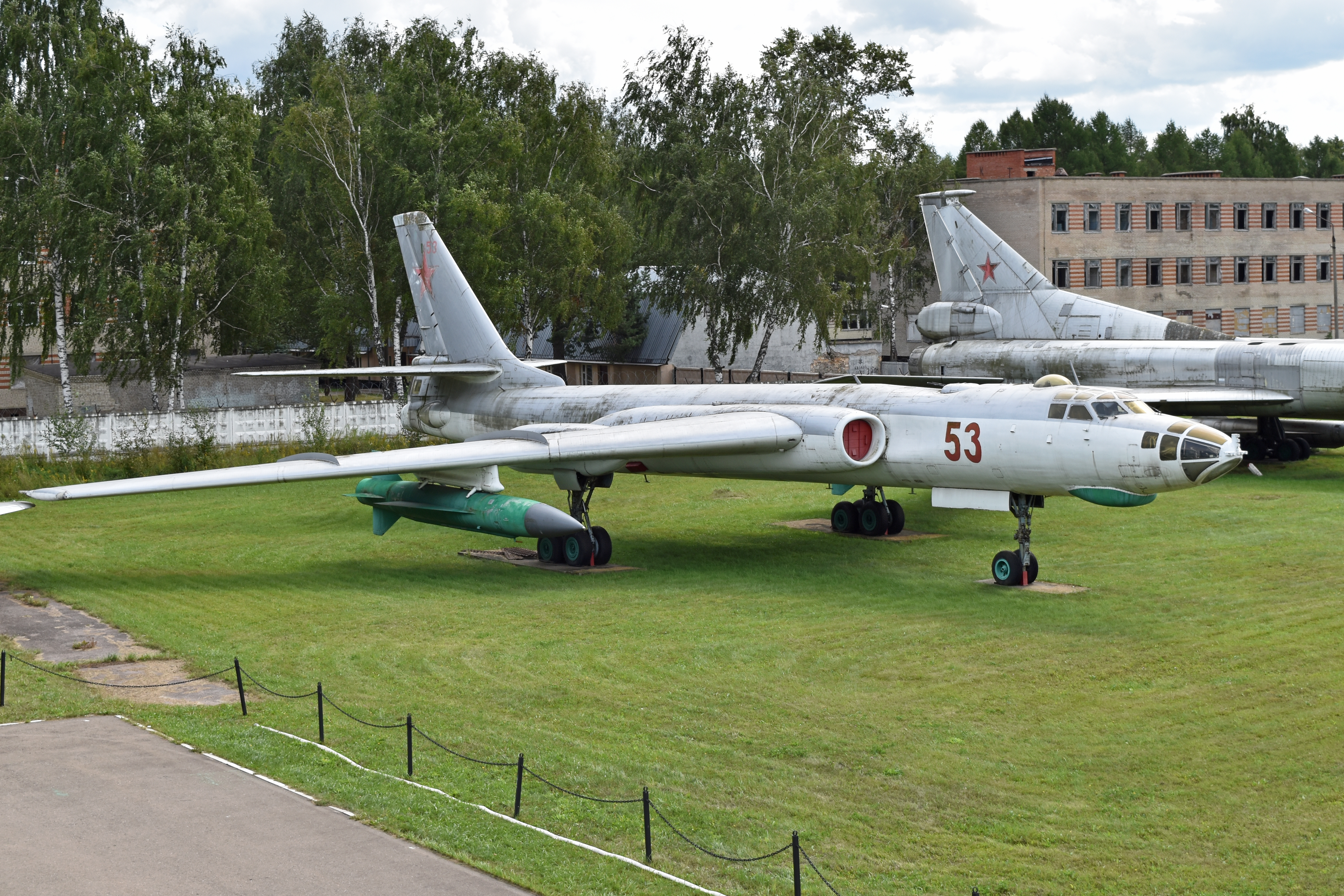
Tupolev Tu-16K-26.
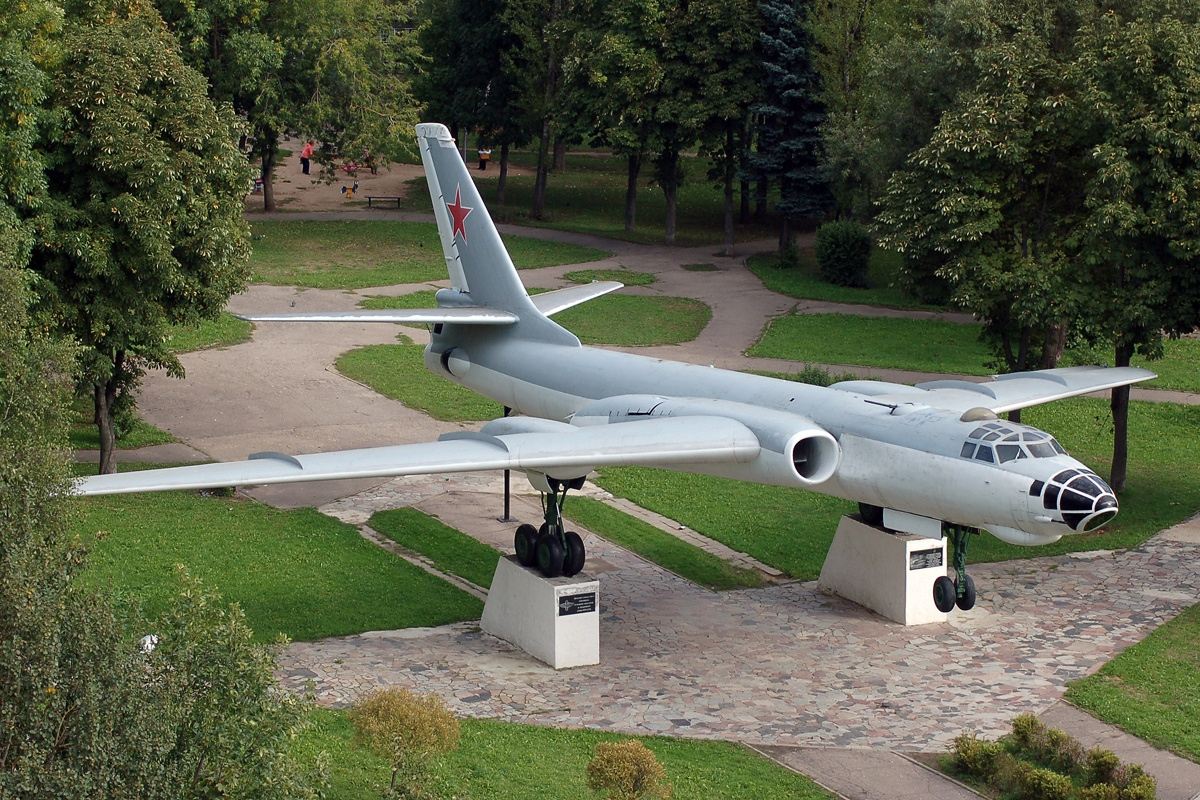
Tu-16A.